# Tom Petty
Thomas Earl Petty (n. 20 octombrie 1950, Gainesville, Florida, SUA – d. 2 octombrie 2017, Santa Monica, California, SUA) a fost un muzician, cântăreț, compozitor, multi-instrumentalist și producător de înregistrări american. A fost liderul și vocalistul trupei Tom Petty and the Heartbreakers. De asemenea, a fost membru și cofondator al supergrupului Traveling Wilburys și al trupei Mudcrutch.
Petty a înregistrat hituri single cu Heartbreakers și ca artist solo. În cariera sa, el a vândut peste 80 de milioane de înregistrări la nivel mondial, devenind unul dintre cei mai bine vânduți artiști de muzică din toate timpurile. În 2002, Petty a fost introdus în Rock and Roll Hall of Fame.
Petty a suferit un stop cardiac în dimineața zilei de 2 octombrie 2017 și a decedat în acea noapte la Centrul Medical UCLA din Santa Monica, California.

## Biografie

### Primii ani
Petty s-a născut la 20 octombrie 1950, la Gainesville, Florida; a fost primul din cei doi fii ai lui Kitty (Avery) și Earl Petty. Interesul său față de muzica rock and roll a început la vârsta de zece ani, când l-a întâlnit pe  Elvis Presley. În vara anului 1961, unchiul său lucra în echipa de producție la filmul Follow That Dream în care juca Presley, în apropiere de Ocala, Florida și l-a invitat pe Petty să urmărească filmarea. El a devenit instantaneu un fan al lui Elvis Presley, iar când s-a întors în acea sâmbătă, a fost întâmpinat de prietenul său Keith Harben cu care a făcut schimb, Petty dându-i praștia sa Wham-O pentru o colecție de discuri de gramofon Elvis.
Într-un interviu din 2006, Petty a spus că a știut că-și dorește să fie într-o trupă în momentul în care a văzut trupa The Beatles la "The Ed Sullivan Show". "În clipa în care i-am văzut pe Beatles la show-ul Ed Sullivan - și este adevărat pentru mii de băieți - atunci a fost momentul. A fost modul de a face acest lucru. Ai prietenii tăi și sunteți o unitate autonomă. Și faceți muzică. Și totul pare atât de distractiv. A fost ceva cu care m-am identificat. Eu nu am fost niciodata extrem de sportiv ... eram un mare fan al lui Elvis. Dar în Beatles am văzut într-adevăr ceva ce aș putea să fac și eu. Am știut că aș putea s-o fac. A fost nu cu mult înainte ca trupele să apară în garaje peste tot." A renunțat la liceu la vârsta de 17 ani pentru a cânta la bas cu formația sa recent formată.
Într-un interviu acordat CBC în 2014, Petty a declarat că the Rolling Stones erau "muzica mea punk". Petty a creditat grupul cu inspirația lui, demonstrând că el și muzicienii ca el ar putea să reușească în rock-roll.
Petty a depășit relația dificilă cu tatăl său, căruia i-a fost greu să accepte că fiul său era "un copil manierat care era interesat de artă" și îl supunea în mod regulat abuzurilor verbale și fizice. Petty a fost extrem de apropiat de mama sa și a rămas apropiat și de fratele său, Bruce

### 1976–1987: Tom Petty and the Heartbreakers
La scurt timp după ce și-a îmbrățișat aspirațiile muzicale, Petty a inițiat o trupă cunoscută sub numele de Epics, care mai târziu a evoluat în Mudrrutch. Deși formația, care prezenta viitorii Heartbreakers Mike Campbell și Benmont Tench, a fost populară în Gainesville, înregistrările lor au trecut neobservate de publicul de masă. Singurul lor single, "Depot Street", a fost lansat în 1975 de Shelter Records, dar nu a reușit să urce în topuri.
După ce Mudcrutch s-a despărțit, Petty a urmat o carieră solo. Tench a decis să-și formeze propriul grup, al cărui sunet a fost apreciat de Petty. În cele din urmă, Petty și Campbell au colaborat cu Tench și colegii lui, Ron Blair și Stan Lynch, rezultând prima linie a Heartbreakers. Albumul lor de debut eponim a câștigat o popularitate mică în rândul publicului american, obținând un succes mai mare în Marea Britanie. Single-ul "Breakdown" a fost relansat în 1977 și a atins poziția 40 la începutul anului 1978, după ce trupa a făcut turnee în Regatul Unit în sprijinul lui Nils Lofgren. Albumul de debut a fost relansat de Shelter Records, care la acea vreme a fost distribuit de ABC Records.

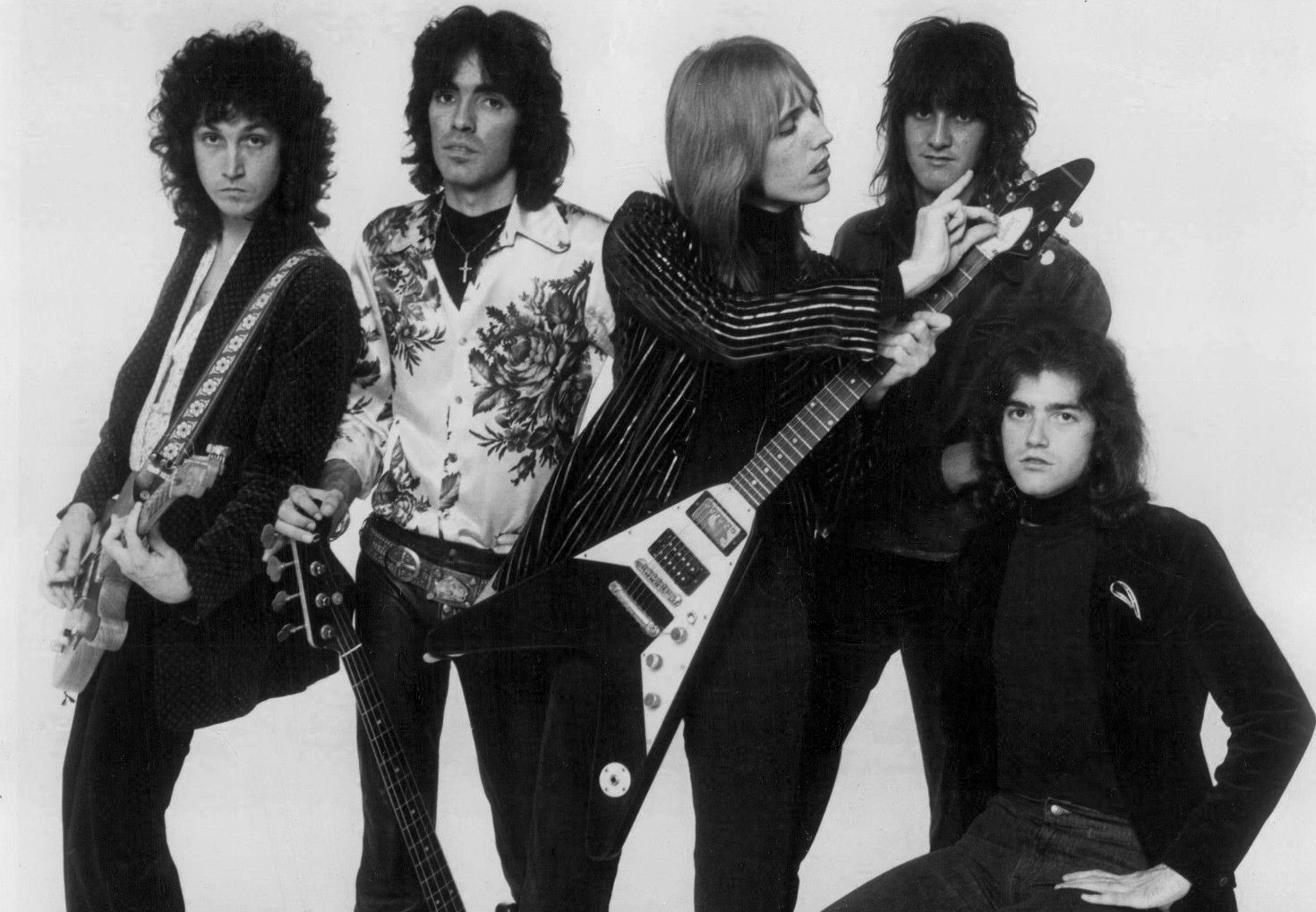
Tom Petty and the Heartbreakers în 1977

Al doilea album, You'll Get It!, a marcat primul album al trupei intrat în Top 40 și a prezentat single-urile "I need to know" și "Listen to Her Heart". Cel de-al treilea album, Damn the Torpedoes, a devenit rapid de platină, vânzându-se în aproape două milioane de exemplare; abbumul a inclus și single-urile "Don't Do Me Like That", "Here Comes My Girl" și "Refugee".
În septembrie 1979, Tom Petty and the Heartbreakers au cântat la concertul "Musicians United for Safe Energy" de la Madison Square Garden din New York. Interpretarea piesei "Cry to Me" a fost prezentă pe albumul No Nokes.
Albumul Hard Promises din 1981 a intrat în top zece, a devenit de platină și a conținut single-ul "The Waiting". De asemenea, albumul a inclus și primul duet al lui Petty, "Insider" cu Stevie Nicks.
Basistul Ron Blair a părăsit grupul și a fost înlocuit pe al cincilea album (Long After Dark în 1982) de Howie Epstein; această componență a trupei va dura până în 1994. În 1985, formația a participat la Live Aid, cântând patru melodii pe stadionul John F. Kennedy din Philadelphia. Southern Accents a fost lansat în 1985. Acest album a inclus single-ul "Don't Come Around Here No More", care a fost produs de Dave Stewart. În videoclipul cântecului, Petty era îmbrăcat ca Pălărierul Nebun (personaj din Alice în Țara Minunilor), satirizând și urmărind-o pe Alice din cartea Alice în Țara Minunilor, apoi tăind-o și  mâncând-o ca și cum ar fi fost o prăjitură. Turneul care a urmat a dus la albumul live Pack Up the Plantation: Live! și la o invitație de la Bob Dylan - Tom Petty and Heartbreakers s-a alăturat turneul său, True Confessions. De asemenea, ei au cântat cu Grateful Dead în 1986 și 1987. În 1987, grupul a lansat Let Me Up (I've Had Enough) care include "Jammin' Me" pe care Petty l-a scris cu Dylan.

### 1988–1991: Traveling Wilburys și cariera solo
În 1988, Petty s-a alăturat trupei lui George Harrison,  Traveling Wilburys, care includea pe: Bob Dylan, Roy Orbison și Jeff Lynne. Prima piesă a trupei, "Handle with Care", a fost creată ca parte B a unuia dintre single-urile lui Harrison, dar a fost considerată prea bună pentru acest scop și trupa a decis să înregistreze un album, Traveling Wilburys Vol. 1.  Al doilea album Wilburys, intitulat Traveling Wilburys Vol. 3 a fost înregistrat în 1990 fără Orbison, recent decedat. Albumul a fost numit "Vol. 3", ca răspuns la o serie de sesiuni de studiouri care au fost vândute ca fiind Traveling Wilburys Vol. 2. Petty a inclus piesele Wilburys în show-urile lui live, cântând în mod constant "Handle with Care" în show-urile din 2003 până în 2006, și în turneul său din 2008 unde a adăugat "surprize" ca "End of the Line".
În 1989, Petty a lansat Full Moon Fever, care a inclus hit-urile "I Won't Back Down", "Free Fallin'" și "Runnin' Down a Dream". Primul lui album solo a fost nominalizat deși au participat mai mulți Heartbreakers și alți muzicieni bine cunoscuți: Mike Campbell a co-produs albumul cu Petty și Jeff Lynne de la Electric Light Orchestra iar printre muzicienii backing s-au inclus  Campbell, Lynne, și colegii săi din Wilburys Roy Orbison și George Harrison (Ringo Star a apărut la tobe în videoclipul "I Won't Back Down", însă interpretarea i-a aparținut lui Phil Jones).
Petty and the Heartbreakers s-au reformat în 1991 și au lansat Into the Great Wide Open, care a fost co-produs de Lynne și a inclus hit-urile "Learning to Fly" și "Into the Great Wide Open", ultimul avându-i pe  Johnny Depp și Faye Dunaway în video.
Înainte de a părăsi MCA Records, Petty and the Heartbreakers s-au reunit pentru a înregistra live în studio, două piese noi pentru albumul Greatest Hits: "Mary Jane's Last Dance" și "Something in the Air". Acesta a fost ultima înregistrare a lui Stan Lynch cu Heartbreakers. Petty a comentat: "A plecat chiar după sesiune fără a spune cu adevărat la revedere". Albumul a continuat să se vândă în peste zece milioane de exemplare, primind astfel certificare de dimant de către RIAA.